# Timur Kulibayev
Timur Askaruly Kulibayev (in kazako Тимур Асқарұлы Құлыбаев?; Almaty, 10 settembre 1966) è un imprenditore kazako, oligarca, miliardario e genero dell'ex presidente del Kazakistan Nursultan Nazarbayev. Insieme alla sua seconda moglie, Dinara, ha una partecipazione di maggioranza nella Halyk Bank del Kazakhstan.
Kulibayev ha ricoperto diversi incarichi in importanti imprese statali che gestiscono le risorse naturali del Kazakistan e ha un'enorme influenza sull'industria degli idrocarburi del paese.  È l'ex presidente del consiglio di amministrazione del Samruk-Kazyna National Welfare Fund e membro del consiglio di amministrazione della Gazprom al 2011 al 2022. Nel 2022, aveva secondo Forbes un patrimonio netto stimato di 3,7  miliardi di dollari.  Kulibayev è stato definito dal Daily Telegraph "la figura imprenditoriale più importante nella Repubblica del Kazakistan, ricca di risorse".
Nel 2020, un rapporto investigativo del Financial Times ha rivelato che Kulibayev era coinvolto in schemi per scremare i profitti dai contratti statali per la costruzione di gasdotti. A causa dei disordini kazaki del 2022, lui e sua moglie Dinara hanno perso 200  milioni di dollari dopo che la Halyk Bank è scesa del 16% alla Borsa di Londra.

## Biografia
Kulibayev è nato nel settembre 1966 ad Alma-Ata (ora Almaty), SSR kazako, URSS. Nel 1988 si è laureato presso l'Università statale Lomonosov di Mosca dopo aver studiato "Pianificazione economica nazionale".
Dal 1988 al 1992 è stato assistente di ricerca junior presso l'Istituto di economia della ricerca scientifica per la pianificazione e gli standard normativi (SREIP&NS) nell'ambito del Piano statale della Repubblica socialista sovietica kazaka, ed è stato direttore del Centro di consulenza scientifica del Fondo di Sviluppo culturale, sociale, scientifico e tecnologico del Kazakistan.

## Vita privata
Kulibayev è sposato con Dinara Nursultanovna (nata Nazarbayeva), figlia del presidente di lunga data del Kazakistan Nursultan Nazarbayev, che è politicamente estremamente vicino a Vladimir Putin. Lei e Kulibayev hanno tre figli. Kulibayev ha anche altri due figli avuti con l'imprenditrice e socialite Goga Ashkenazi.
Nel 2007, Kulibayev (con l'aiuto dell'investitore kazako Keñes Raqyşev) è diventato nel Regno Unito il proprietario di Sunninghill Park, una casa di campagna precedentemente appartenente al principe Andrea, dopo che Fergie e le loro figlie hanno lasciato la proprietà nel 2006. Kulibayev ha pagato 19,7  milioni di dollari per la casa, 4  milioni di dollari oltre il prezzo richiesto, anche se non ci sono state altre offerte. Nel 2016 è stato demolito e al suo posto è stato costruito un palazzo con 14 camere da letto.
Kulibayev è un appassionato fan dello sport, in particolare del golf. È anche presidente della Kazakhstani Boxing Federation.